# Planina (župa Sarajevo, BiH)
Planina je naseljeno mjesto na području Grada Sarajeva, Federacija Bosne i Hercegovine, BiH.

## Povijest
Prvi apostolski vikar u Bosni biskup fra Mate Delivić u svome izvješću iz 1737. godine naveo je mjesto Planinu u župi Sarajevu, s 5 katoličkih kuća i 46 katolika. Biskup fra Pavle Dragićević u svome izvješću zapisao je da je mjesto Planina pripadalo župi Sarajevo godine 1743. i da je Planina imala 14 katoličkih kuća i 111 katolika a od toga bile su 73 odrasle osobe (koje se pričešćuju) i 25 djece (ne pričešćenih). Biskup ra Marijan Bogdanović popis mještana ovog kraja obavio je u Brezi 9. prosinca 1768. i zabilježio prezimena Andrić, Barić, Božić, Gavrić, Ilić, Jozipović, Lovrić, Lukić, Oraovac, Petlanuša, Pran(j)ić i Radošević. Popisom biskupa fra Augustina Miletića iz 1813. godine Planina je imala ukupno 27 katoličkih kuća i 219 katolika a od toga bilo je 147 odraslih osoba (koje se pričešćuju) i 72 djece (ne pričešćeno). Planina je područje današnje župe Čemerno, onda se zvala Planina a pripadala je uz Latinluk i Žarnotinu župi Sarajevo.